# Conops pulcher
Conops pulcher är en tvåvingeart som beskrevs av Camras 2000. Conops pulcher ingår i släktet Conops och familjen stekelflugor.
Artens utbredningsområde är Uganda. Inga underarter finns listade i Catalogue of Life.